# 王綱 (知縣)
王纲，广西全州人，明朝政治人物。

## 生平
1520年接替陈文任崇明县知县一职，由王锐接任。